# Bjørn Paulsen
Bjørn Iversen Paulsen, född 2 juli 1991 i Augustenborg, är en dansk fotbollsspelare som spelar för Odense BK.
När Bjørn Paulsen blev en del av Sønderjysks superligatrupp 2009 var hans favoritposition anfallare. Efter några säsonger började tränaren Lars Søndergaard använda Paulsen i det centrala försvaret. Under senare år har han spelat på ett flertal olika positioner; inklusive back, kant och central mittfältare. På grund av Paulsens stora flexibilitet och förmåga att lösa uppgifter i olika positioner, har han blivit känd för att fungera som "allt-i-allo".

## Karriär

### Tidig karriär
Paulsen fick sin fotbollsutbildning i klubbarna EUI, Midtals IF och FC Sønderborg innan han den 1 januari 2007 bytte till SønderjyskE Fodbold.

### Hammarby IF
Den 16 januari 2017 såldes Paulsen till Hammarby IF i Allsvenskan. Han undertecknade ett treårigt kontrakt med den stockholmsbaserade klubben och återkopplade med sin tidigare tränare från SønderjyskE, Jakob Michelsen. Priset uppgick till 1,6 miljoner danska kronor. Den 9 april gjorde han sitt första tävlingsmål för Hammarby, en sen utjämning till1-1 mot Kalmar FF på Allsvenskans andra matchdag. I den 6:e omgången gjorde Paulsen två mål när Hammarby besegrade AFC Eskilstuna i en 4-0-seger. Han gjorde ytterligare två mål när Hammarby vann mot IF Elfsborg den 24 juli med 2-1. Paulsen spelade 29 ligamatcher och gjorde 8 mål under hela säsongen och blev vald till "Hammarby Player of the Year" 2017.
I augusti 2018 visade den grekiska klubben AEK Athens intresse för att köpa Paulsen. Enligt uppgift skulle erbjudandet ligga på cirka 8,4 miljoner kronor.

### FC Ingolstadt 04
Den 7 januari 2019 värvades Paulsen av tyska 2. Bundesliga-klubben FC Ingolstadt 04, där han skrev på ett 2,5-årskontrakt.

### Återkomst i Hammarby IF och vidare till Odense BK
I juni 2021 återvände Paulsen till Hammarby IF, där han skrev på ett 3,5-årskontrakt. Redan efter ett år så såldes dock Paulsen till Odense BK, efter att ha fått begränsat med speltid av den nya tränaren Martí Cifuentes.